# Niamina Dankunku
Niamina Dankunku ist einer von 35 Distrikten – der zweithöchsten Ebene der Verwaltungsgliederung – im westafrikanischen Staat Gambia. Es ist einer von zehn Distrikten in der Central River Region.
Nach einer Berechnung von 2013 leben dort etwa 5571 Einwohner, das Ergebnis der letzten veröffentlichten Volkszählung von 2003 betrug 6000.
Der Name ist von Niamina – einem ehemaligen kleinen Mandinka-Reich – und dem Ort Dankunku abgeleitet.

## Ortschaften
Die zehn größten Orte sind:
- Dankunku, 1543
- Tuba, 547
- Jessadi, 434
- Baro Kunda, 389
- Madina Njugari, 376
- Kerr Lien, 365
- Misira Ousman, 312
- Jakoto, 264
- Babou Jobe, 222
- Wellingara Ello, 208

## Bevölkerung
Nach einer Erhebung von 1993 (damalige Volkszählung) stellt die größte Bevölkerungsgruppe die der Fula mit einem Anteil von rund sechs Zehnteln, gefolgt von den Mandinka und den Wolof. Die Verteilung im Detail: 26,6 % Mandinka, 56,0 % Fula, 12 % Wolof, 0,3 % Jola, 0,9 % Serahule, 0,2 % Serer, 0,2 % Aku, 0,4 % Manjago, 0,5 % Bambara und 3 % andere Ethnien.